# Donato Oliverio
Dom Donato Oliverio (Cosenza, 5 de março 1956) é um bispo católico italiano. Desde 12 de maio de 2012, é o eparca de Lungro, uma eparquia católica ítalo-albanesa, de rito bizantino, localizada na Calábria.
Em 28 de junho de 2015 foi consagrante de dom Giorgio Demetrio Gallaro.